# Paula Purhonen
Paula Purhonen, född 10 december 1945, är en finländsk arkeolog. Hon var statsarkeolog (fi: valtionarkeologi, motsvarande generaldirektör) på Museiverket i Finland 2003-2009.
Purhonen började arbeta på Museiverkets föregångare, Arkeologiska kommissionen, 1973. Hennes huvudsakliga forskningsområden var gravfältet Vainionmäen kalmisto i Letala och Varggrottan i Bötombergen i Kristinestad. 1998 lade hon fram sin doktorsavhandling Kristinuskon saapumisesta Suomeen (Kristendomens ankomst till Finland).